# رصدخانه لانو د چاجنانتور
رصدخانه لانو د چاجنانتور یا رصدخانه دشت چاجنانتور (انگلیسی: Llano de Chajnantor Observatory) نام گروهی از رصدخانه‌های اخترشناسی است که در ارتفاعی بیش از ۴۸۰۰ متر (۱۵۷۰۰ فوت) در بیابان آتاکاما در شمال کشور شیلی قرار دارند. این سایت در منطقه آنتوفاگاستا در ۵۰ کیلومتری شرق شهر سن پدرو د آتاکاما واقع شده‌است. آب و هوای استثنایی خشک اقلیم بیابانی این منطقه برای انسان چندان دلپذیر نیست، اما مکان بسیار مناسبی برای اخترشناسی میلی‌متری، اخترشناسی زیرمیلی‌متری و میانه مادون قرمز است. این بدان دلیل است که بخار آب تابش زیر میلی‌متری را جذب و تضعیف می‌کند. رصدخانه لانو د چاجنانتور دارای بزرگترین و گرانترین پروژهٔ تلسکوپ اخترشناسی در جهان، آرایه میلی‌متری بزرگ آتاکاما (ALMA) است. دولت شیلی لانو د چاجنانتور و مناطق اطراف آن را به‌عنوان «ذخیره‌گاه علمی چاجنانتور» (به اسپانیایی: Reserva Científica de Chajnantor) اعلام کرده‌است.